# Hippocrepis ciliata
Hippocrepis ciliata är en ärtväxtart som beskrevs av Carl Ludwig von Willdenow. Hippocrepis ciliata ingår i släktet hästskoklövrar, och familjen ärtväxter. Inga underarter finns listade i Catalogue of Life.